# دسیسه آلمانی (ایرلند)
دسیسه آلمانی توطئه ای ادعا شده در می ۱۹۱۸ در ایرلند بین حزب شین فین ایرلند و امپراطوری آلمان برای ایجاد شورش مسلحانه در ایرلند در زمان جنگ جهانی اول است. این توطئه ادعا شده، که قرار بود تمرکز نیروهای بریتانیایی را از جنگ جهانی دور کند، برای زندانی کردن و سرکوب سران حزب شین فین به کار گرفته شد. سران حزب شین فین با قانونی که انگلستان مبنی بر مشارکت سربازان ایرلندی در جنگ به نفع انگلستان گذرانده بود به شدت مخالف بودند. هیچ گونه شواهدی مبنی بر واقعی بودن دسیسه سال ۱۹۱۸ وجود ندارد.
این "دسیسه" در ۱۲ آوریل با دستگیری جوزف دولینگ توسط نیروهای انگلیسی به دلیل استفاده از قایق‌های آلمانی دستگیر شده بود. دولینگ عضو تیپ ایرلندی بود، یکی از چند دسته‌بندی نظامی که راجر کیسمنت برای کمک گرفتن از آلمانی ها برای شورش‌های عید پاک به وجود آورده بود. دولینگ در این زمان ادعا کرد که آلمانی‌ها قصد اردوکشی نظامی به ایرلند را دارند. ویلیام رگینالد هال و باسیل تامسون سخنان وی را باور کرده و حکومت را متقاعد به دستگیری رهبران حزب شین فین کردند. ۱۵۰ نفر در روزهای ۱۶ و ۱۷ ماه مه دستگیر شدند و به زندان برده شدند.
این وقایع برای انگلیسی‌ها نتایج نامطلوبی داشت، چرا که با بازداشت رهبران شین فین از دستگیری اعضای حزب برادری جمهوری خواه ایرلندی که بیشتر به استقلال ایرلند متعهد بودند غافل شدند. این وقایع باعث شد تا مایکل کالینز رهبری خود رد این حزب را مستحکم کند و تمرکز و جهت دهی آن به سمت موضعی نظامی را تقویت کند. حتی در همان زمان این ادعا که رهبران شین فین در حال دسیسه با مقام‌های آلمانی برای ایجاد جبهه ای جدید در ایرلند هستند کاملاً دروغین به نظر می‌رسید. ملی گرایان ایرلندی، دسیسه آلمانی را نه یک ناکامی اطلاعاتی بلکه یک نوع تبلیغات سیاسی دروغین برای بی اعتبار کردن جنبش شین فین به حساب می آورند، به خصوص برای افراد ناآگاه آمریکایی نسبت به مسائل سیاسی ایرلند. بسیاری هنوز به مطالعه و بررسی تأثیر این وقایع بر سیاست خارجی آمریکا در قبال پذیرفتن استقلال جمهوری ایرلند در سال ۱۹۱۹ می پردازند. 